# Fortezza di Skopje
La fortezza di Skopje (in macedone Скопско Кале?) è un imponente complesso di carattere militare che domina il centro cittadino della capitale della Repubblica di Macedonia. La struttura sorge su un colle posto lungo la sponda sinistra del fiume Vardar, presso il quartiere del vecchio bazar. La fortezza è uno dei simboli di Skopje, tanto da venire rappresentata nello stemma cittadino.

## Storia e descrizione
Il colle della fortezza di Skopje risulta abitato sin dal Neolitico. L'attuale fortezza fu costruita a partire dal VI secolo con materiali di recupero, principalmente calcare e travertino, proveniente dalle rovine della città illiro-romana di Scupi, distrutta da un terremoto nel 518.
Nel 1346 il patriarca della chiesa ortodossa serba incoronò all'interno della fortezza di Skopje Stefano Uroš IV Dušan Imperatore dei Serbi. A seguito della conquista ottomana della città, la fortezza subì diversi interventi che comportarono la costruzione dei baluardi. All'interno del complesso erano presenti anche edifici residenziali, acquartieramenti per le truppe e depositi di cibo ed armamenti. Il sisma del 1963 arrecò alla struttura numerosi danni che vennero tuttavia riparati dopo breve tempo.

### Gli scontri del 2011
Nel 2011 la fortezza di Skopje fu al centro di alcuni scontri etnici tra macedoni e la minoranza albanese residente in città. Pomo della discordia fu la volontà da parte del governo di Nikola Gruevski di realizzare un museo sui resti delle fondamenta della chiesa, che gli Albanesi considerano invece un'antica struttura illirica, all'interno del perimetro della fortificazione. La notte del 10 febbraio dello stesso anno, un centinaio di militanti dell'Unione Democratica per l'Integrazione, uno dei partiti della minoranza albanese, ha sorpreso alcuni operai intenti a costruire una struttura in ferro sul sito dell'antica chiesa. Parte dei manifestanti ha così preso a distruggere e smantellare la costruzione. Il 13 febbraio gruppi di estremisti macedoni ed albanesi si sono dati appuntamento davanti alla fortezza dando vita ad una serie di scontri che hanno causato una decina di feriti tra i quali due poliziotti. A seguito di questo fatto i lavori di costruzione della struttura museale sono stati sospesi per alcuni mesi.